# 荒井志乃

荒井 志乃（あらい しの、1979年4月17日 - ）は日本のタレント・女優。
明石家さんまの恋のから騒ぎ第12期生メンバー。血液型はO型。東京都出身。通称おっさん。2007年4月現在は劇団らちゃかんの二代目座長を務めている。

## 舞台
らちゃかん全作品に出演

## TV
- 2005年 「富豪刑事」(ANB)
- 2005年 「ぐるぐるナインティナイン」(NTV)
- 2005年 「逢いたいSP」(TBSテレビ)
- 2005年 「行列のできる法律相談所」(NTV)
- 2005年 「テレビ公開大捜査」(TBSテレビ)
- 2006年 「恋のから騒ぎ　12期生」通称おっさん(NTV)

## CM
- 2005年 NHK「日本のこれから」　"騙し絵篇"

## スチル
- 2005年 エンターブレイン刊「デジタルチョイス」
- 2006年 「恋のから騒ぎメモリアルアルバム　12期生」(NTV)